# Шуберт, Беньямин
Бе́ньямин То́ннесен Шу́берт (дат. Benjamin Tonnesen Schubert; род. 22 сентября 1996 года в Силькеборге, Дания) — датский футболист, вратарь.

## Карьера
Беньямин начинал свою карьеру в академии крупного датского клуба «Силькеборг». В 2015 году он присоединился к команде второго дивизиона «Кьеллеруп» и защищал её цвета на протяжении неполных 4 сезонов. Зимой 2019 года голкипер перебрался в «Коллинг» и помог этому клубу подняться в первый дивизион. Беньямин покинул «Коллинг» в конце 2020 года. В первую половину сезона 2021/22 он был запасным вратарём «Яммербугта» из первого дивизиона, а в другую являлся третьим голкипером представителя Суперлиги «Сённерйюска». Оба этих клуба вылетели из своих лиг по итогам сезона.
В сентябре 2022 года Беньямин стал голкипером «Б68», заключив контракт до конца сезона. Переходу предшествовал вратарский скандал: чтобы получить разрешение на подписание Шуберта вне трансферного окна, тофтирцам пришлось подавать жалобу в Федерацию футбола Фарерских островов. Он дебютировал за новый клуб 10 сентября, пропустив 1 мяч в матче фарерской премьер-лиги с «ЭБ/Стреймур». Беньямин стал шестым вратарём, задействованным «Б68» в сезоне-2022. Суммарно он провёл 6 встреч остатка сезона, в которых пропустил 8 голов. Своей игрой вратарь убедил руководство тофтирского коллектива продлить с ним контракт на 1 год. В сезоне-2023 Беньямин пропустил 45 голов в 25 матчах фарерской премьер-лиги.
В 2024 году голкипер выступал за южноафриканский «Блэк Леопардс» и исландский «Вестри».